# Bataille des Ouleries
Guerre de Vendée
La bataille des Ouleries se déroule lors de la guerre de Vendée.

## La bataille
Le 25 mars 1794, profitant d'un mouvement de retraite de l'armée de Stofflet face à la colonne de Grignon, la 10e colonne incendiaire commandée par le général Joseph Crouzat part de Cholet en vue de fouiller la forêt de Vezins.
Marigny et Stofflet attaquent le manoir des Ouleries dans lequel les Républicains se sont retranchés et les forcent à prendre la fuite.

## Sources
- Yves Gras, La guerre de Vendée, Paris, Editions Economica, coll. « Campagnes et stratégies », 1994, 192 p. (ISBN 978-2-71782-600-5, ASIN B010DOL1GE)